# Montbré
Montbré é uma comuna francesa na região administrativa do Grande Leste, no departamento de Marne. Estende-se por uma área de 3.08 km², e possui 299 habitantes, segundo o censo de 2018, com uma densidade de 97 hab/km².